# 蒙特雷阿莱
蒙特雷阿莱（義大利語：Montereale），是意大利阿布鲁佐大区拉奎拉省的一个市镇。总面积104.44平方公里，人口2794人，人口密度26.8人/平方公里（2009年）。ISTAT代码为066056。